# Passo Fedaia
Le passo Fedaia est un col situé à 2 056 mètres d'altitude en Italie. Il forme la frontière entre la province de Trente dans le Trentin-Haut-Adige et la province de Belluno en Vénétie. La route nationale 641 passe au Passo Fedaia.

## Toponymie
Les toponymes de ce type sont très fréquents dans la région alpine et dérivent du latin fetaria (littéralement « pâturage pour moutons »). Même aujourd'hui, dans de nombreux dialectes vénitiens et ladins, le terme feda est utilisé pour indiquer le mouton.

## Géographie
Le col est formé par un plateau d’environ 2,5 kilomètres, à proximité duquel se trouve un lac artificiel, le lac de Fedaia.

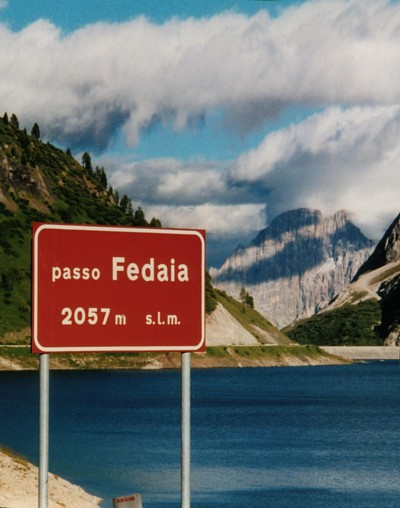
Le panneau du col.
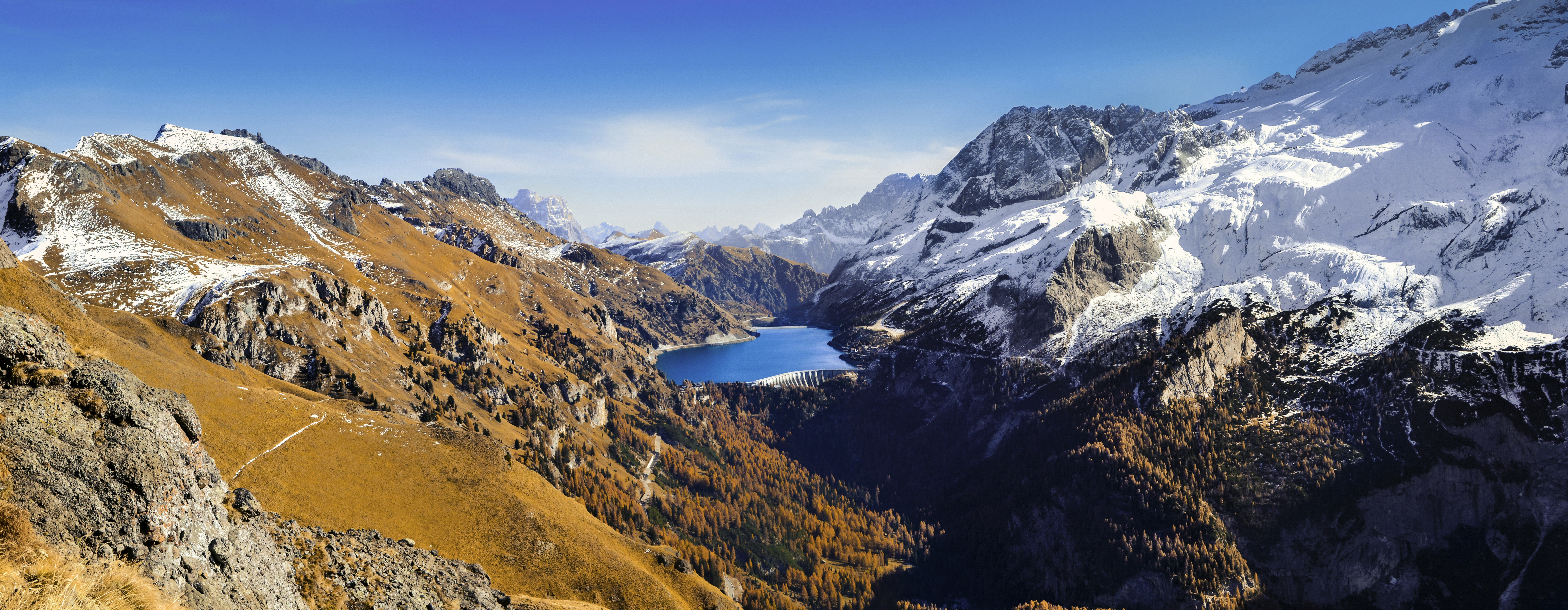
Vue du passo Fedaia, du lac homonyme et de la Marmolada.

## Histoire

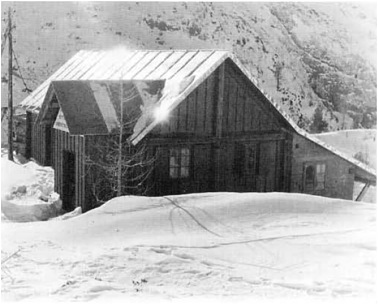
Le laboratoire des rayons cosmiques en 1952.

En 1950, la SADE, qui avait alors le monopole dans la région de Triveneto pour la production et la distribution d'électricité, a commencé la construction du barrage de Fedaia pour obtenir de l'énergie hydroélectrique en stockant les eaux de fonte de la Marmolada. Un laboratoire pour l'étude des rayons cosmiques a été construit au pied du barrage, qui pouvait créer de grandes quantités d'électricité.
Il a donc été possible de mettre en place un gros électroaimant qui permettait de séparer la matière de l'antimatière chargée. Des physiciens de diverses universités et nations ont travaillé dans le laboratoire, actif jusqu'en 1955, notamment les lauréats du prix Nobel Fermi, Blackett et Powell qui y ont également passé de courtes périodes,.

## Activités
Au col se trouvent des remontées mécaniques et de nombreux itinéraires permettant l'ascension de la Marmolada. Il accueille aussi un musée sur la Première Guerre mondiale.

### Cyclisme
Le passo Fedaia est bien connu des amateurs de vélo. L'ascension du côté de la Vénétie, célèbre pour son caractère pittoresque et pour la difficulté de l'ascension, présente la célèbre ligne droite de Malga Ciapela, d'environ trois kilomètres complètement droite avec une pente moyenne de plus de 12 %. En plus de posséder l'un des tronçons les plus difficiles de toutes les ascensions des Dolomites, c'est l'une des routes alpines qui permettent d'atteindre des vitesses très élevées dans les descentes.
Voici les différents passages du Tour d'Italie :
| Année | Étape                                    | Premier au col           | Ascension depuis |
| ----- | ---------------------------------------- | ------------------------ | ---------------- |
| 1975  | 20 : Pordenone à Alleghe                 | Giancarlo Polidori       | Rocca Pietore    |
| 1987  | 16 : Sappada à Canazei                   | Johan van der Velde      | Rocca Pietore    |
| 1989  | 14 : Misurina à Corvara in Badia         | Stefano Tomasini         | Rocca Pietore    |
| 1990  | 16 : Dobbiaco à Passo Pordoi             | Maurizio Vandelli        | Rocca Pietore    |
| 1991  | 17 : Selva di Val Gardena à Passo Pordoi | Marco Giovannetti        | Rocca Pietore    |
| 1993  | 14 : Corvara in Badia à Corvara in Badia | Claudio Chiappucci       | Rocca Pietore    |
| 1996  | 20 : Marostica à Passo Pordoi            | Enrico Zaina             | Rocca Pietore    |
| 1998  | 17 : Asiago à Selva di Val Gardena       | José Jaime González      | Rocca Pietore    |
| 2000  | 13 : Feltre à Selva di Val Gardena       | Francesco Casagrande     | Rocca Pietore    |
| 2001  | 13 : Montebelluna à Passo Pordoi         | Carlos Alberto Contreras | Rocca Pietore    |
| 2002  | 16 : Conegliano à Corvara in Badia       | Daniele De Paoli         | Rocca Pietore    |
| 2006  | 19 : Pordenone au col de San Pellegrino  | Fortunato Baliani        | Rocca Pietore    |
| 2008  | 15 : Arabba à Passo Fedaia               | Emanuele Sella           | Rocca Pietore    |
| 2011  | 15 : Conegliano à Val di Fassa           | Stefano Garzelli         | Rocca Pietore    |
| 2022  | 20 : Belluno à Marmolada                 | Alessandro Covi          |                  |